# Juncus parryi
Juncus parryi är en tågväxtart som beskrevs av Georg George Engelmann. Juncus parryi ingår i släktet tåg, och familjen tågväxter. Inga underarter finns listade i Catalogue of Life.